# 粟井村 (香川県)
粟井村（あわいむら）は、香川県三豊郡にあった村。現在の観音寺市粟井町。

## 歴史
- 1890年（明治23年）2月15日 - 町村制施行に伴い、豊田郡粟井村が発足。
- 1899年（明治32年）4月1日 - 豊田郡が三野郡と合併し、三豊郡となる。
- 1955年（昭和30年）4月10日 - 観音寺市に編入され消滅。